# Glicerin
|  |  |

| SMILES   |
| -------- |
| OCC(O)CO |

A glicerin (INN: glycerol) (régi magyar nevén: olajéd, zsírédeny) a többértékű alkoholok (cukoralkoholok) közé tartozó szerves vegyület, képlete HOCH2CH(OH)CH2OH. A legegyszerűbb háromértékű alkohol. Színtelen, szagtalan, viszkózus anyag, melyet széles körben alkalmaznak. Alacsony dózisban nem mérgező, de bizonyos élelmiszerek túlzott mértékben tartalmazhatják, és a kisgyermekek nem képesek úgy feldolgozni, mint a felnőttek szervezete, így súlyos tünetek (hallucináció, hipoglikémia) jelentkezhetnek túladagolás esetén. Íze édeskés, ebből kapta a nevét Michel-Eugène Chevreul francia vegyésztől: glykosz (γλυκός) görögül édeset jelent.
Három darab hidrofil, alkoholos hidroxilcsoportot tartalmaz. Ennek köszönhetően erősen higroszkópos. Felületi feszültsége 64 mN/m. Vízzel és etanollal korlátlanul elegyedik, dietil-éterben csekély mértékben oldódik, benzolban, kloroformban és szén-tetrakloridban nem oldható. A lipidek fő alkotóeleme. A VIII. Magyar Gyógyszerkönyvben Glycerolum    néven hivatalos.  

## Előállítása
Mivel a lipidek vázát adja, szappankészítés, valamint biodízel gyártása során nagy mennyiségben keletkezik. Ipari mennyiségben a biodízel melléktermékeként állítják elő.

## Felhasználása
- Élelmiszerekben a víztartalom megőrzésére, oldószerként, édesítőszerként alkalmazzák E422 néven.
- cukor helyettesítése esetén kalóriatartalma kevesebb, mint a cukoré, bár édessége csak a cukor 60%-a. Mindazonáltal nem emeli a vércukorszintet, és nem tápanyaga a fogszuvasodást okozó baktériumoknak.
- élelmiszerekben zsírsavak helyettesítésére is alkalmazzák
- a poliol és a poliuretánok gyártásának fő összetevője
- a nitroglicerin alapanyaga
- köhögéscsillapítókban, szájvizekben, szappanokban, samponokban, fogkrémekben, krémekben egyaránt megtalálható
- gyógynövénykivonatok esetén az etanol helyettesítésére használják[9][10][11]
- vérkészítmények folyékony nitrogénben való tárolása esetén megakadályozza a vérsejtek megfagyását
- kúpok  és beöntések formájában hashajtónak használják, mert izgatja  a bélfalat, és hiperozmotikus hatása van.
- a kozmetikai iparban hidratáló krémek készítésére használják, mert elvonja a levegő páratartalmát, így meggátolja a bőr kiszáradását, de a túl sok glicerint tartalmazó krémek kiszáríthatják a bőrt
- a vízipipa-dohány alapvető összetevője
- füstgép-folyadékokban is előfordul, alapvető összetevője
- síkosítóként a szexuális életben[12]
- elektromos cigaretta töltőfolyadékának alapvető összetevője. Gőze sűrű füstszerű.

## Lebontása
A glicerin a trigliceridek, és a foszfolipidek prekurzora. Amikor a szervezet a zsírkészletét égeti el, glicerin és zsírsavak kerülnek a véráramba. A glicerint a máj cukorrá alakítja, mely a sejtek energiatermelésének alapja. A glicerin-kináz kizárólag a májban található meg.
Mielőtt a glicerin a glikolízisben részt vehetne, először gliceraldehid-3-foszfáttá kell átalakítani: